# 大竹尚登
大竹 尚登(おおたけ なおと)は日本のナノ工学者。東京工業大学大学院理工学研究科教授。日本機械学会副会長。専門は生産工学・加工学、カーボンテクノロジー、ナノ材料・ナノバイオサイエンス、材料加工・処理。

## 略歴
- 1982年 - 神奈川県立横須賀高等学校(高34期)卒業
- 1986年 - 東京工業大学工学部機械工学科卒業
- 1989年 - 東京工業大学理工学研究科機械工学博士課程中退、東京工業大学工学部助手
- 1992年 - 東京工業大学より博士（工学）を取得 学位論文の題は「アーク放電プラズマジェットによるダイヤモンド気相合成に関する研究 」[2]。
- 1993年 - 東京工業大学工学部助教授
- 2006年 - 名古屋大学大学院工学研究科マテリアル理工学専攻助教授
- 2009年 - 東京工業大学大学院理工学研究科機械物理工学専攻准教授
- 2010年 - 東京工業大学大学院理工学研究科機械物理工学専攻教授
- 2021年 - 日本機械学会副会長[3]
- 2024年 - 東京科学大学理事長（経営担当）[4][5]。

## 所属学会
- ニューダイヤモンドフォーラム
- 応用物理学会
- 精密工学会
- 砥粒加工学会
- 日本機械学会
- 日本塑性加工学会